# Felsenscharbe

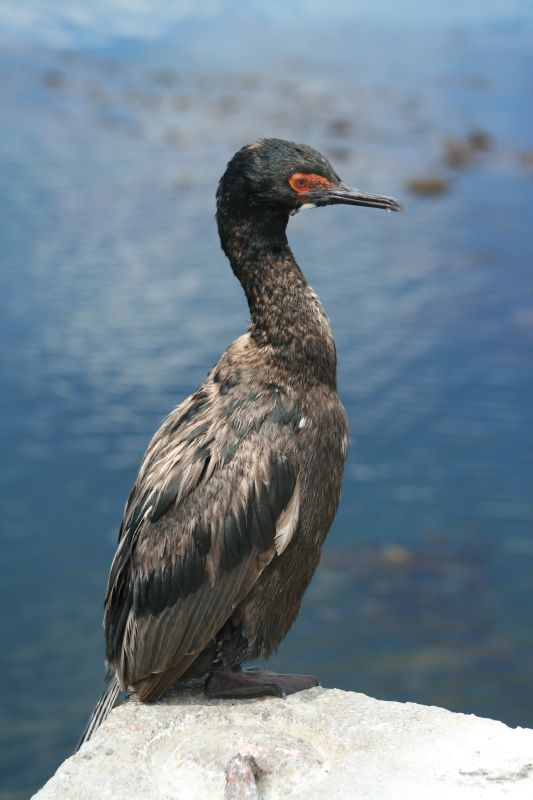
Jungvogel der Felsenscharbe

Die Felsenscharbe (Leucocarbo magellanicus, Syn.: Phalacrocorax magellanicus) ist ein mittelgroßer, monotypischer Vertreter der Familie der Kormorane. Die Art kommt ausschließlich im Süden von Südamerika vor.
Die Bestandssituation der Felsenscharbe wurde 2016 in der Roten Liste gefährdeter Arten der IUCN als „Least Concern (LC)“ = „nicht gefährdet“ eingestuft, da das Verbreitungsgebiet dieser Kormoranart sehr groß ist. Der Bestandstrend ist nicht hinreichend genau bekannt, es gibt aber keinen Anlass von einem signifikanten Populationsrückgang auszugehen. Der globale Bestand wird auf 96.000 bis 180.000 geschlechtsreife Individuen geschätzt.

## Erscheinungsbild
Die Felsenscharbe erreicht eine Körperlänge zwischen 66 und 71 Zentimeter. Die Flügellänge beträgt 23,3 bis 25,8 Zentimeter. Männchen sind tendenziell etwas größer als die Weibchen. Innerhalb ihres Verbreitungsgebietes ist die Felsenscharbe mit keiner anderen Art zu verwechseln.
Das Gefieder ist auf der Oberseite grünlich-schwarz, der Kopf und Hals sind im Sommer schwarz, im Winter ist das Gefieder an Kinn, Kehle und Vorderhals weiß. Die federlose Haut im Gesicht und an der Kehle ist rot, die Füße sind fleischfarben. Der Schnabel ist schwarz und an der Spitze scharf hakenförmig gebogen. Während der Brutzeit trägt die Felsenscharbe lange weiße Federn an Kopf und Hals sowie einige weiße Federn an Hinterrücken und Flanken. Das Gefieder nichtbrütender Vögel ist etwas matter und brauner.
Jungvögel sind zunächst nahezu vollständig dunkelbraun gefiedert, lediglich am Bauch finden sich weiße Gefiederpartien. Die nackte Gesichtshaut ist bei ihnen noch schwarz. Die Beine sind bei ihnen bräunlich. 

## Verbreitungsgebiet
Die Felsenscharbe ist an der westlichen Küste Südamerikas nördlich bis zur Insel Chiloé sowie auf den Falklandinseln verbreitet. Zu den Verbreitungsschwerpunkten zählt die Küste des Feuerlands und der Magellanstrand. Auf den Falklandinseln ist die Felsenscharbe eine weit verbreitete Art. Während des Winterhalbjahres ziehen die Felsenscharben Südamerikas bis in den Nordosten Argentiniens und nach Uruguay. Bei der Population auf den Falklandinseln handelt es sich um Standvögel.

## Lebensweise
Felsenscharben fressen kleine Fische, Krustentiere und Kopffüßer. Ihre Nahrung suchen sie in verhältnismäßig flachem Wasser und bevorzugen dabei Stellen in Küstennähe, an denen der Meeresboden dicht mit Kelp bewachsen ist. Ihren Tauchgang leiten sie jeweils mit einem Vorwärtssprung ein, bei dem der Körper zunächst weit aus dem Wasser auftaucht. Sie gehen einzeln oder zu zweit auf Nahrungssuche. Sie sind dagegen Koloniebrüter und auch während der Rast suchen sie die Gesellschaft von Artgenossen. In den Brutkolonien sind sie gelegentlich auch mit der Blauaugenscharbe vergesellschaftet. Die Nester werden aus Gras und angeschwemmten Tang errichtet. Auf den Falklandinseln finden sich die Nester gewöhnlich auf den Felsbändern steiler Klippen in einer Höhe von mindestens sechs Meter über dem Meeresniveau. Die Koloniegröße umfasst sechs bis mehrere hundert Paare, allerdings werden gelegentlich auch einzeln brütende Paare beobachtet. Das Gelege umfasst zwei bis fünf grünlich-weiße Eier.

## Belege